# Walter LaFeber

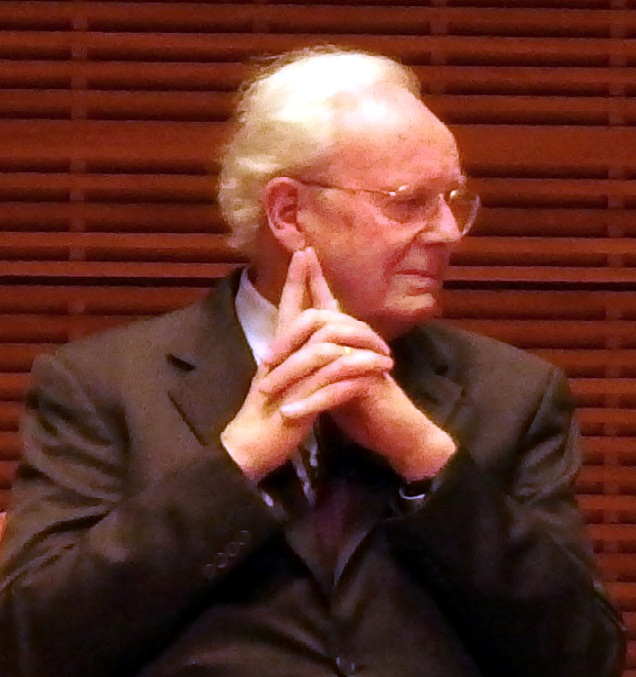
Walter LaFeber (2016)

Walter Frederick LaFeber (* 30. August 1933 in Walkerton, Indiana; † 9. März 2021 in Ithaca, New York) war ein US-amerikanischer Historiker, Hochschullehrer und Autor. In seinen zahlreichen Sachbüchern befasste er sich mit Themen wie der Geschichte der Vereinigten Staaten und der Außenpolitik der USA sowie im Besonderen mit den Kolonien und Protektoraten der USA, den Beziehungen zwischen Lateinamerika und den USA sowie den Beziehungen zwischen Japan und den USA.

## Leben
Walter Frederick LaFeber, Sohn von Ralph Nichols LaFeber und Helen Lidecker, begann nach dem Besuch der Walkerton High School ein grundständiges Studium am Hanover College, das er 1955 mit einem Bachelor of Arts (BA) beendete. Ein darauf folgendes postgraduales Studium an der Stanford University schloss er 1956 mit einem Master of Arts (MA) ab. 1959 erwarb er einen Doctor of Philosophy (Ph.D.) am Lehrstuhl von Fred Harvey Harrington an der University of Wisconsin–Madison mit der Dissertation The Latin American Policy of the Second Cleveland Administration. Er erhielt zeitweise ein Guggenheim-Stipendium. Im Anschluss wurde er 1959 zunächst Juniorprofessor (Assistant Professor) und anschließend 1963 Associate Professor an der Cornell University. Sein 1963 erschienenes Buch The New Empire: An Interpretation of American Expansion, 1860–1898, eine umfangreiche Erweiterung seiner Dissertation, wurde noch 1962 in der Manuskriptfassung mit dem Albert J. Beveridge Award der American Historical Association (AHA) ausgezeichnet. Sein 1967 erstmals erschienenes Buch America, Russia, and the Cold War, 1945–1966 wurde bis 2006 in zehn, jeweils aktualisierten Neuauflagen veröffentlicht.
1967 übernahm er zunächst eine Stelle als Full Professor sowie 1968 als Professor den Marie Underhill Noll-Lehrstuhl für Geschichte der Cornell University, an der er bis zu seiner Emeritierung 2006 unterrichtete. Zu seinen Studenten gehörten Persönlichkeiten wie die Politiker Thomas Downey, Stephen Hadley, Sandy Berger, Derek Chollet, der Unternehmer Andrew Tisch und der Journalist und Historiker Eric Alterman. In der Folgezeit verfasste er neben seiner Lehrtätigkeit zahlreiche weitere Fachbücher. Darin befasste er sich mit Themen wie der Geschichte der Vereinigten Staaten und der Außenpolitik der USA sowie im Besonderen mit den Kolonien und Protektoraten der USA, den Beziehungen zwischen Lateinamerika und den USA sowie den Beziehungen zwischen Japan und den USA. 1987 wurde er Mitglied der American Academy of Arts and Sciences. In seinen Büchern unternahm er wirtschafts- und marktbasierte Interpretationen und untersuchte sowohl die Auswirkungen von Revolutionen im Ausland auf US-amerikanische Entscheidungen als auch den Einfluss einzelner Personen auf die US-amerikanische Politik. Er engagierte sich ferner zeitweise als Präsident der Society for Historians of American Foreign Relations (SHAFR). Am 25. April 2006 hielt er vor fast 3.000 Zuhörern im vollbesetzten New Yorker Beacon Theatre seine Abschiedsvorlesung mit dem Titel A Special Evening With Cornell’s Walter LaFeber: A Half-Century of Friends, Foreign Policy, and Great Losers. 
Seine Fachbücher wurden 1962 mit dem Albert J. Beveridge Award sowie 1998 für The Clash: A History of U.S.-Japan Relations mit dem Bancroft-Preis ausgezeichnet. 1987 wurde er Mitglied der American Academy of Arts and Sciences. 
Aus seiner am 11. September 1955 geschlossenen Ehe mit Sandra Gould gingen der Sohn Scott Nichols LaFeber sowie die Tochter Suzanne Margaret Kahl hervor.

## Veröffentlichungen
- The New Empire: An Interpretation of American Expansion, 1860–1898, Cornell University Press, 1963, 35. Auflage 1998, ISBN 978-0-80148-595-4
- John Quincy Adams and American Continental Empire: Letters, Papers and Speeches,  Quadrangle Books, 1965, ISBN 978-0-81296-025-9 (Onlineversion)
- America, Russia and the Cold War, 1945–1966, John Wiley & Sons, 1967, 10. Auflage 1945–2006, McGraw-Hill, 2006, ISBN 978-0-47151-131-1 (Vorschau Onlineversion)
- America in the Cold War: Twenty Years of Revolution and Response, 1947–1967, John Wiley & Sons, 1967, ISBN 978-0-47151-132-8
- The Origins of the Cold War, 1941–1947, John Wiley & Sons, 1971, ISBN 978-0-47151-140-3
- Creation of the American Empire: U.S. Diplomatic History, Rand McNally, 1973, Mitautoren Lloyd C. Gardner und Thomas J. McCormick, ISBN 978-0-52866-346-8
- The American Century: A History of the United States Since the 1890s, John Wiley & Sons, 1975, 7. Auflage, 2013, Mitautoren Richard Polenberg, Nancy Woloch, ISBN 978-0-76563-484-9
- America in Vietnam: A Documentary History, Doubleday, 1985, Mitautoren William Appleman Williams, Thomas McCormick und Lloyd Gardner, ISBN 978-0-38519-752-6
- The Panama Canal: The Crisis in Historical Perspective, Oxford University Press, 1978, ISBN 978-0-19505-930-4
- Inevitable Revolutions: The United States in Central America, W. W. Norton & Co., 1983; 2. Auflage, 1993, ISBN 978-0-39330-964-5
- The American Age: United States Foreign Policy at Home and Abroad since 1750, W. W. Norton & Co., 1989; A. Auflage 1994, ISBN 978-0-39302-629-0
- Behind the Throne: Servants of Power to Imperial Presidents, 1898–1968, University of Wisconsin Press, 1993, Mitherausgeber Thomas J. McCormick, ISBN 978-0-29913-740-3
- The American Search for Opportunity, 1865–1913, Cambridge University Press, 1993, Neuauflage 2013
- The Clash: U.S.-Japanese Relations Throughout History, W. W. Norton & Co., 1997, ISBN 978-0-39331-837-1
- Michael Jordan and the New Global Capitalism, W. W. Norton & Co., 1999, Neuauflage 2002, ISBN 978-0-39332-369-6
- The Deadly Bet: LBJ, Vietnam, and the 1968 Election, Rowman & Littlefield, 2005, ISBN 978-0-74257-625-4